# Robert Pilchowski
Robert Pilchowski (* 7. April 1909 in Luzern; † 19. März 1990 in München) war ein deutscher Schriftsteller.

## Leben
Sein Vater Erich Pilchowski war Offizier, seine Mutter eine geborene Stocker. 1950 heiratete er Christine Thimig aus Bremen, diese war eine Tochter des Kammerschauspielers Hermann Thimig, und hat mit ihr einen Sohn (Andreas). Aus seiner ersten Ehe mit Marlene Klotz, diese war eine Tochter von Maximilian Klotz, hatte er zwei Töchter (Sabine, Cornelia).
Nach dem Gymnasium in Berlin-Spandau war er von 1929 bis 1936 Tee- und Gummipflanzer auf Java (Indonesien), von 1937 bis 1941 Grundstücks- und Finanzierungsmakler, während des Zweiten Weltkrieges war Pilchowski Sonderführer und Spezialist in der Dienststelle „Arbeitsgemeinschaft niederländisch-indischer Firmen“ in Amsterdam, zur Verwaltung überseeischer Teefirmen und verwaltete mehrere Teefirmen. Nach dem Krieg entdeckte er seine Liebe zur Schriftstellerei.
Seit 1947 lebte er als freier Schriftsteller in Deutschland. Seine Hobbys waren Sport und Sprachen: Englisch, Niederländisch, Französisch.
Der heute in Vergessenheit geratene Schriftsteller schrieb in den 1950er und 1960er Jahren zumeist bei Heyne Verlag| Liebes- und Gesellschaftsromane, die dort mit, den Grundstock für die 1958 beginnende Allgemeine Reihe bildeten.

## Wirkungsgeschichte
Einige Bücher Pilchowskis wurden verfilmt, darunter ein Film mit homosexueller Thematik, der in Zusammenarbeit mit Felix Lützkendorf entstand und 1957 unter dem Titel Anders als du und ich (§ 175) veröffentlicht wurde. Ein weiterer Film nach einem Pilchowski-Buch ist Geliebte Corinna, verfilmt 1956 von Eduard von Borsody mit Hans Söhnker und Klaus Kinski. Pilchowskis Taschenbuchausgaben bei Heyne wurden teilweise von dem bekannten Filmplakatekünstler der 50/60er Jahre, Theo Bleser, gestaltet.

## Werke
Kriminalromane:
- 1955 Geheimnis um Berenice, München: Pohl (Heyne Allg 32)
- 1956 Geständnis einer Sechzehnjährigen, München: Kindler (Heyne All 134)

Andere Bücher:
- 1941 Hadija – Erzählungen, Berlin : Holle & Co., Die kleinen Holle-Bücher 21
- 1949 Westmonsun – exotische Erzählungen, Hamburg, Axel Springer.
Zwei exotische Erzählungen, von denen die eine auf Java, die andere in Indien spielt.
- 1951 Geliebte Corinna, Bremen: Schünemann (Heyne Allg 18)
- 1951 Der seltsame Herr Klett, Hamburg: Christians
- 1951 Daddy und Do, Bremen: Schünemann (Heyne All 105)
- 1954 Manuela, Hamburg: Verlag der STERN-Bücher (Heyne Allg 24)
- 1955 Hör auf dein Herz Memsahib, Hamburg: Verlag der Stern-Bücher (Heyne Allg. 55)
- 1962 Kein Talent zur großen Dame, München: Heyne (Heyne All 175)
- 1966 Nachsaison der Liebe, Heyne, (Rechte bei C.S. Dörner)
- 1966 Ehe ohne Liebe, Olten ; Stuttgart ; Salzburg : Fackel-Verlag

Geschichten:
- 1940 Der Schäfer, Illustrierter Beobachter, 20. August 1940
- 1948 Flucht vor Gesichtern, in: Die Zeit 44/1948 vom 28. Oktober 1948
- 1973 Das tödliche Geschenk, in: TV Hören und Sehen 21/73 vom 19. Mai 1973

Funk:
- 1950 Der romantische Teufel, NWDR, 21 Min, Regie: Hans Rosenhauer

Film:
- 1953 Ein Leben für Do (Regie: Gustav Ucicky, Buch: Kurt Heuser nach dem Roman Daddy und Do von Robert Pichowski) Mit Hans Söhnker, Paola Loew
- 1956 Geliebte Corinna (BRD, S/W, 100 Min) (Regie: Eduard von Borsody, Drehbuch: Curt J. Braun, Ernst von Salomon, nach dem Constanze-Roman von Robert Pilchowski) Mit Elisabeth Müller, Hans Söhnker
- 1957 Anders als du und ich (§ 175) (BRD, 91 Min, S/W) (Drehbuch: Felix Lützkendorf nach einer Idee von Robert Pilchowski, Regie: Veit Harlan) (Homosexuellen-Drama/Sittenfilm)
- 1961 Geständnis einer Sechzehnjährigen (ÖST, S/W, 80 min) (Drehbuch: Johanna Sibelius und Eberhard Kleindorff nach dem gleichnamigen Roman von Robert Pilchowski, Regie: Georg Tressler) EA January 1961 (Austria)

Fernsehen:
- 1964 Sie schreiben mit – Piet und der Delphin (Werbung im SWR, 25 Min)
(Drehbuch Robert Pilchowski und Ursula Bittermann, Regie: Eugen York) EA 7. November 1964
- 1965 Sie schreiben mit – Pension zur schönen Aussicht (Werbung SWR, 25 Min)
(Drehbuch Robert Pilchowski und Alfons Zech, Regie: Eugen York) EA 25. April 1965
- 1965 Sie schreiben mit – Der Mann aus Australien (Werbung im SWR, 25 Min)
(Drehbuch Robert Pilchowski und Heinrich Ludwig, Regie: Hans Bernd Müller) EA 11. September 1965
- 1965 Sie schreiben mit – Finderlohn ganz groß (Werbung im SWR, 25 Min)
(Drehbuch Robert Pilchowski und Sabine Ventzky, Regie: Erich Kobler) EA 6. November 1965
- 1965 Sie schreiben mit – Aus heiterem Himmel (Werbung im SWR, 25 Min)
(Drehbuch: Robert Pilchowski und Herta Müller, Regie: Erich Kobler) EA 25. Februar 1965
- 1968 Sie schreiben mit – Die Chauffeursmütze (Werbung im SWR, 25 Min)
(Drehbuch Robert Pilchowski und Maxl Richert, Regie: Gerhart Lippert) EA 1. März 1968

Sonstiges:
- 2007 Anders als du und ich: mit ungekürzten Szenen aus Das dritte Geschlecht, Regie: Veit Harlan. Drehbuch: Felix Lützkendorf, nach einer Idee von Robert Pilchowski. Darsteller: Christian Wolff; Paula Wessely; Paul Dahlke; Ingrid Stenn; Friedrich Joloff; Hans Nielsen. [München]: Film & Kunst, Edition Filmmuseum, 1 DVD-Video (PAL, Ländercode 0, 92 Min.) siehe dazu verfolgt-verschwiegen-vergessen.de (Memento vom 1. September 2012 auf WebCite)
- 1952 Rakas Corinna: Suomentanut Maijaliisa Auterinen, Helsingissä : Otava, Geliebte Corinna (schwedisch)
- 1962 Piken i rødt. Overs. av Øistein Larsen, Oslo: Mortensen, Geheimnis um Berenice (norwegisch)
- 1963 Bekentenis van een zestienjarig meisje [Geautor. vert. door A. Th. Mooij] Bussum: Kroonder, Geständnis einer Sechzehnjährigen (niederländisch)